# نووبایرام‌گولوو
نووبایرام‌گولوو (انگلیسی: Novobayramgulovo) یک شهرک در شهرستان اوچالینسکی استان باشقیرستان کشور روسیه است.